# Polypedates otilophus
Polypedates otilophus (tên tiếng Anh: Borneo Eared Frog) là một loài ếch trong họ Rhacophoridae. Chúng được tìm thấy ở Brunei, Indonesia, và Malaysia.
Các môi trường sống tự nhiên của chúng là các khu rừng ẩm ướt đất thấp nhiệt đới hoặc cận nhiệt đới, đầm nước ngọt có nước theo mùa, và các khu rừng trước đây bị suy thoái nặng nề. Loài này đang bị đe dọa do mất môi trường sống.

## Hình ảnh

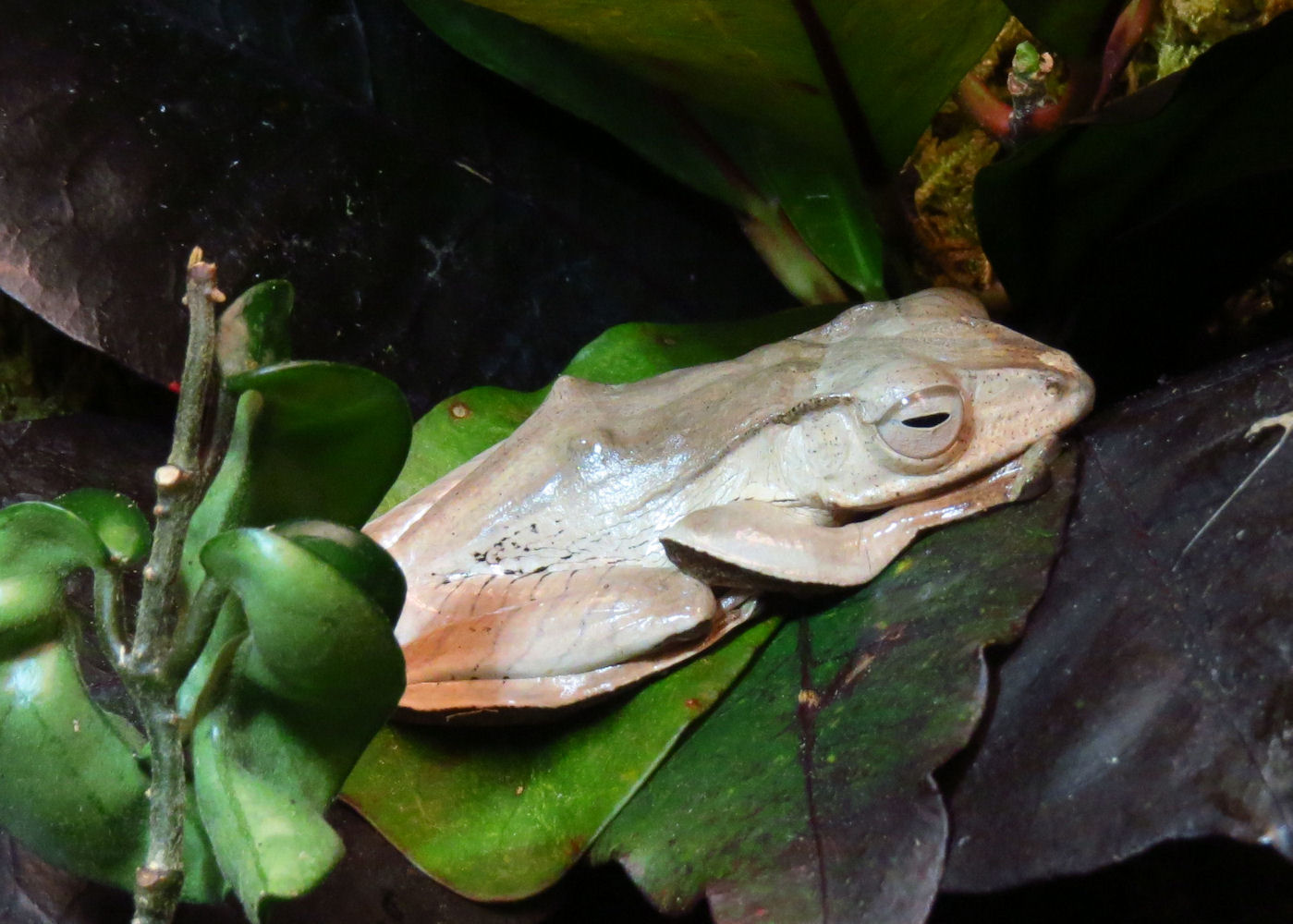
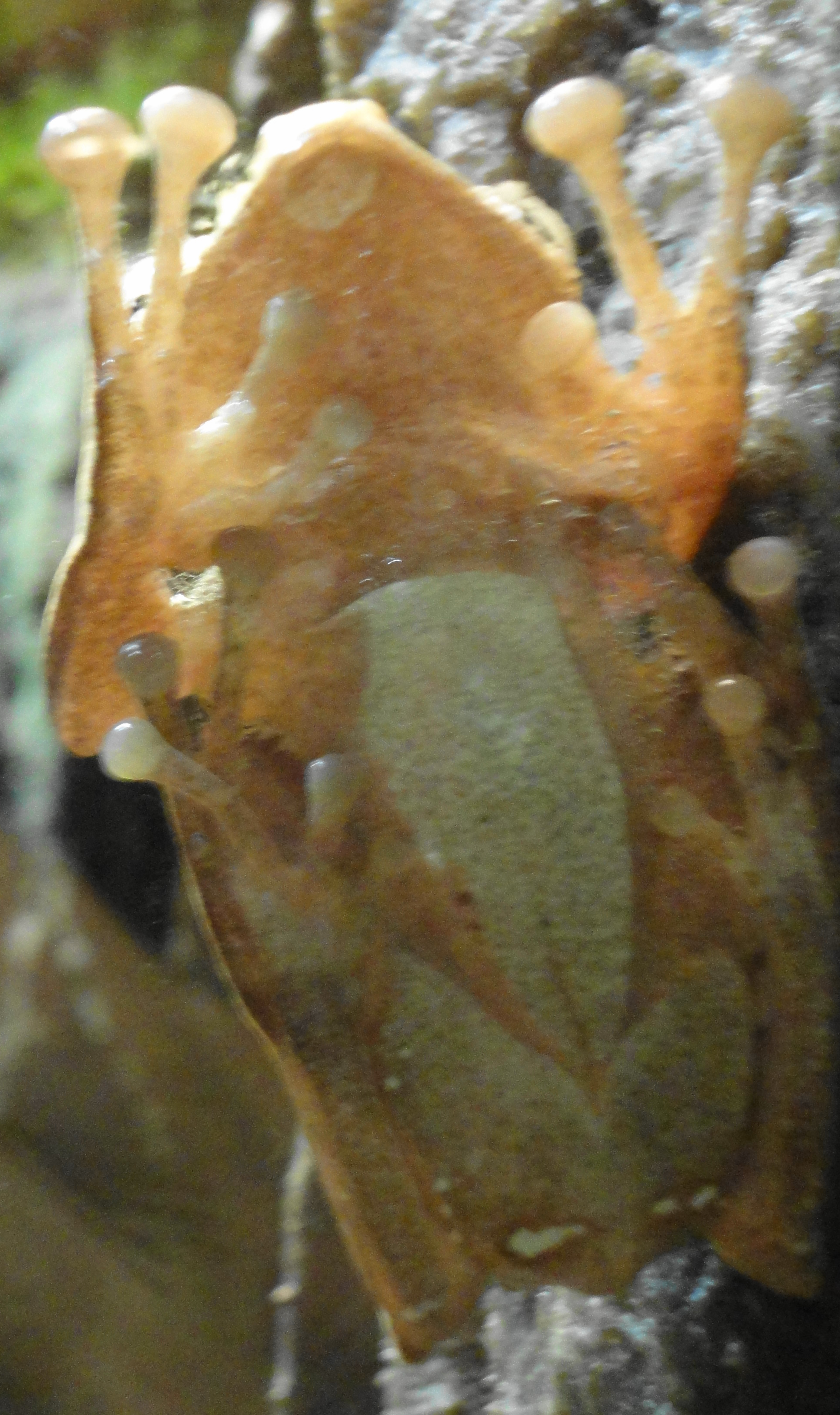
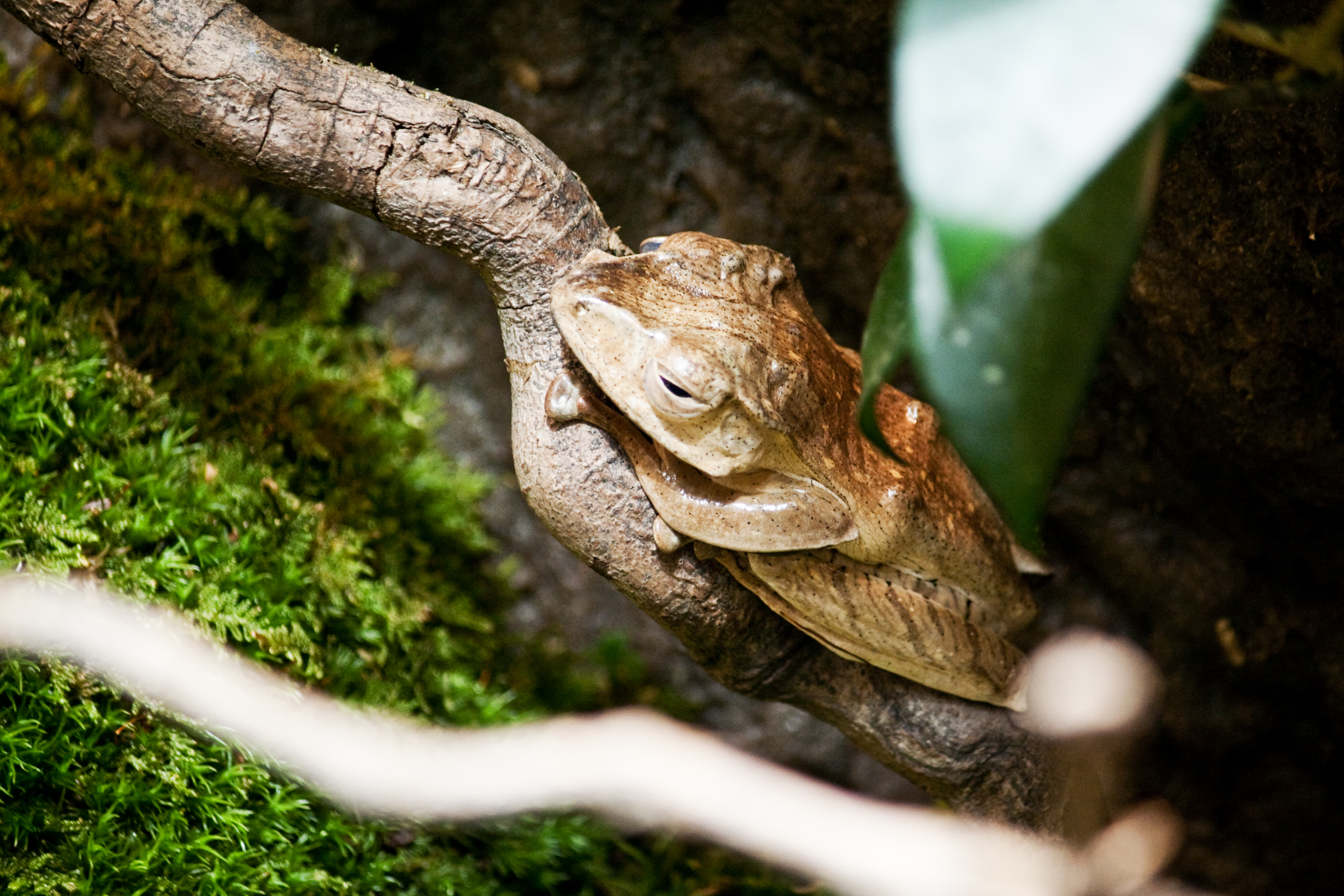
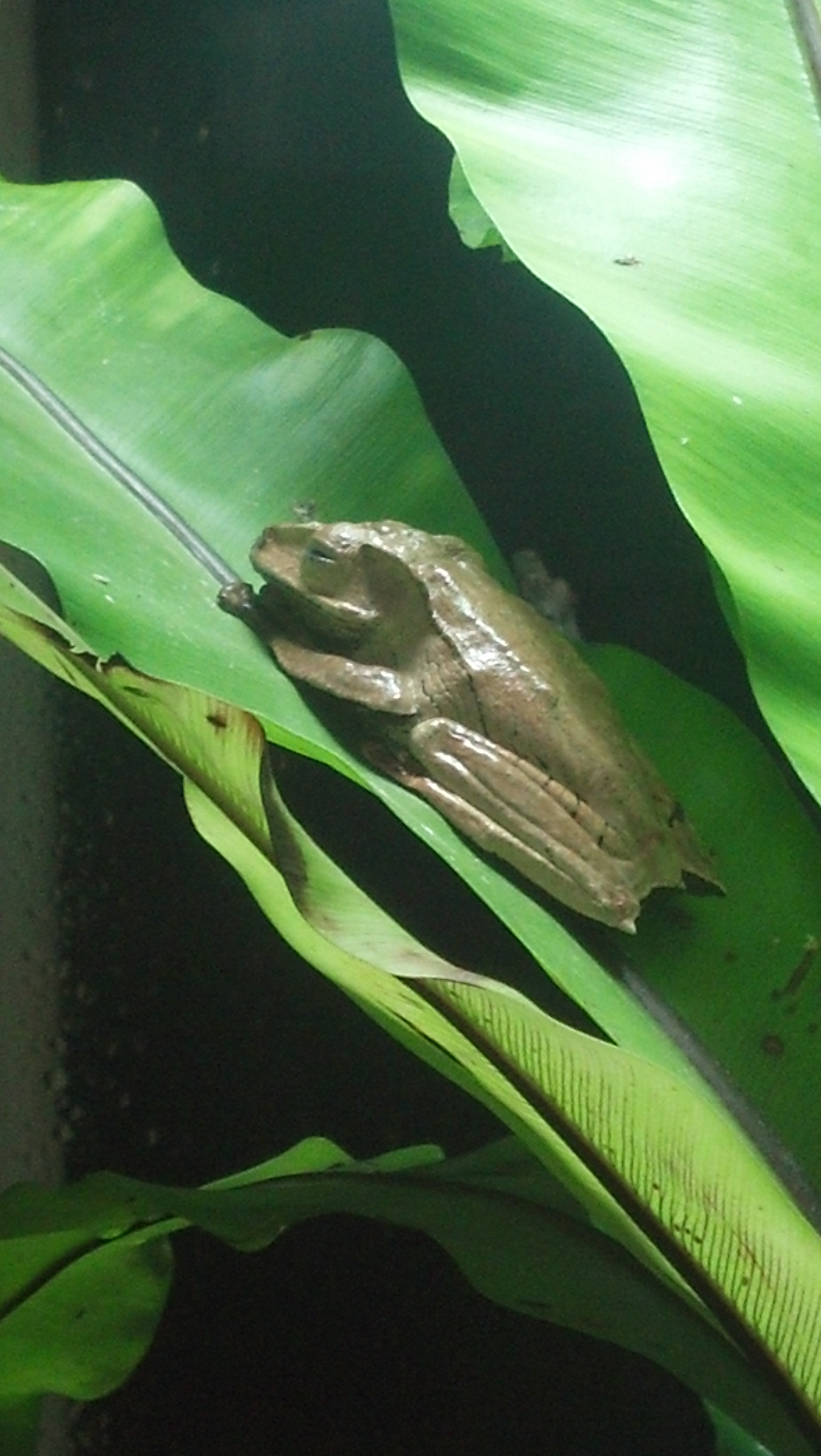
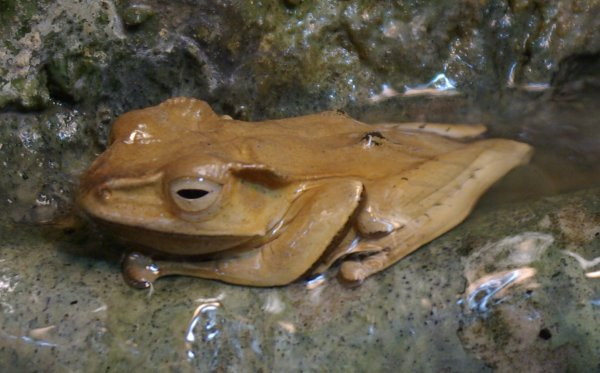